# Lelaps insularis
Lelaps insularis is een vliesvleugelig insect uit de familie Pteromalidae. De wetenschappelijke naam is voor het eerst geldig gepubliceerd in 1927 door Mercet.